# Rodanthe (Carolina do Norte)
Rodanthe é um lugar designado pelo censo localizado no condado de Dare no estado estadounidense da Carolina do Norte. A localidade no ano 2010, tinha uma população de 261 habitantes.

## Geografia
Rodanthe encontra-se localizado nas coordenadas 35° 35′ 24,71″ N, 75° 27′ 59,68″ O.